# Еко
Еко (фр. Ecos) насеље је и општина у северној Француској у региону Горња Нормандија, у департману Ер која припада префектури Andelys.
По подацима из 2011. године у општини је живело 1012 становника, а густина насељености је износила 66,45 становника/km². Општина се простире на површини од 15,23 km². Налази се на средњој надморској висини од 80 метара (максималној 153 m, а минималној 40 m).

## Демографија
| 1962. | 1968. | 1975. | 1982. | 1990. | 1999. | 2011. |
| ----- | ----- | ----- | ----- | ----- | ----- | ----- |
| 376   | 411   | 418   | 705   | 805   | 887   | 1.012 |

График промене броја становника у току последњих година